# Matthias Grünert (Romanist)
Matthias Grünert (* 1966) ist ein Schweizer Romanist. Er studierte von 1986 bis 1994 Romanistik und Russistik an der Universität Bern. Grünert disserierte über die Modussyntax im Surselvischen, war Mitarbeiter diverser Forschungsprojekte des Schweizerischen Nationalfonds und des Romanischen Seminars der Universität Zürich und ist Mitglied der Philologischen Kommission des Dicziunari Rumantsch Grischun.
Seit 2014 ist er als Nachfolger von Georges Darms Professor für Rätoromanisch im Departement für Mehrsprachigkeitsforschung und Fremdsprachendidaktik der Universität Freiburg (Schweiz).
Grünert gehört dem wissenschaftlichen Komitee von Ladinia – Sföi culturâl dai ladins dles Dolomites an.